# Carré militaire français de Caudry
Le  «  Carré militaire Français de Caudry  »  est un carré militaire  de la Première Guerre mondiale et de la Seconde Guerre mondiale situé sur le territoire de la commune de Caudry, Nord.

## Localisation
Ce carré militaire est situé à l'intérieur du cimetière communal, rue du Souvenir Français.

## Historique
La ville de Caudry est envahie par l'armée allemande dès le 27 août 1914 et il faudra attendre le 10 octobre 1918 pour que la 37e division britannique reprenne la ville. Dans ce cimetière reposent les corps de 55 soldats caudraisiens rapatriés après l'armistice de 1918.

## Caractéristique
Ce carré comporte maintenant 55 sépultures de soldats français, un mémorial de la Première Guerre mondiale portant les noms des 445 soldats morts au Champ d'honneur et un second mémorial avec les noms de 52 soldats et 28 civils tombés lors de la Seconde Guerre mondiale. Laissé à l'abandon pendant de nombreuses années, ce carré militaire a été restauré à l'initiative du Souvenir français à l'occasion du centenaire de la Grande guerre.

## Galerie

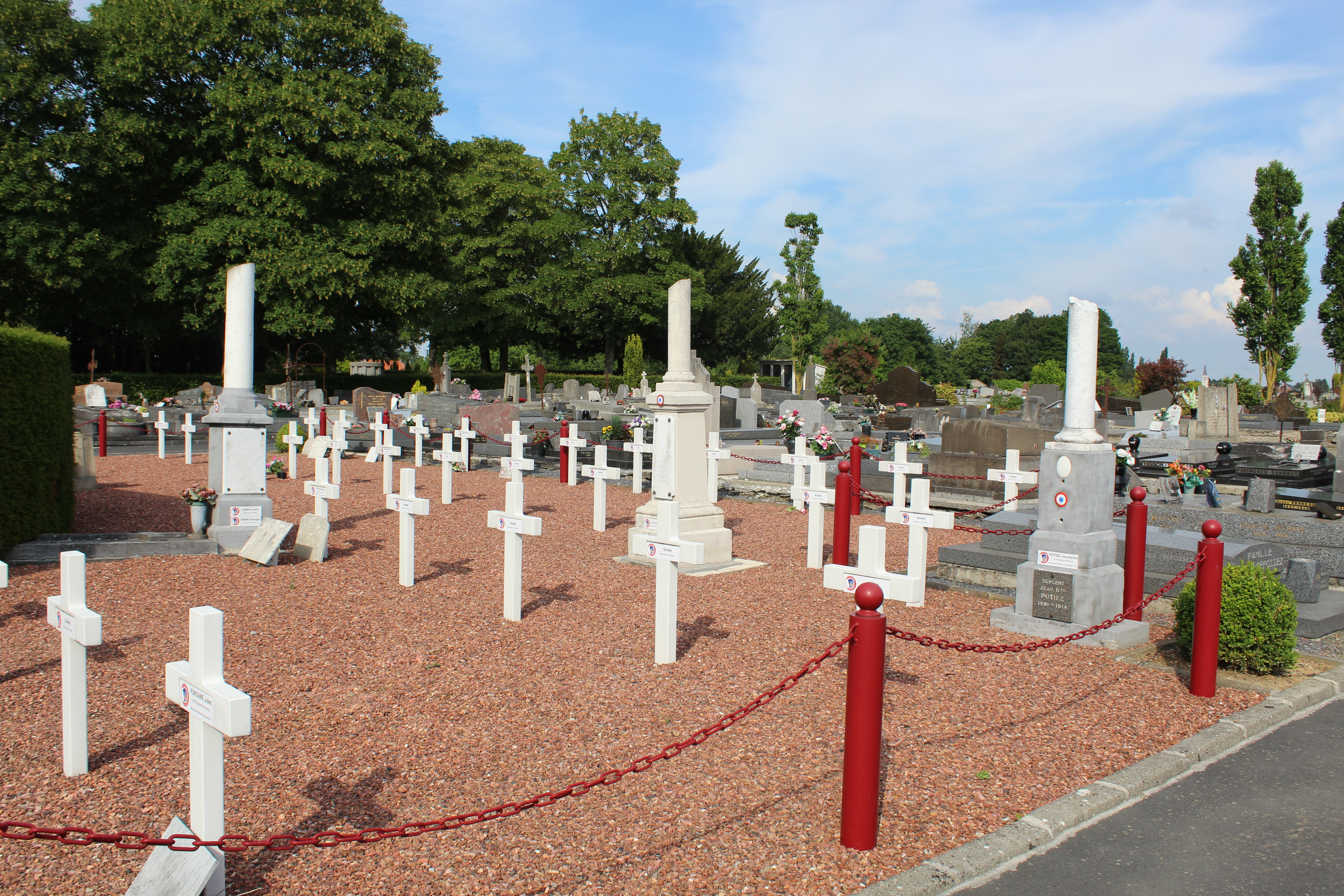
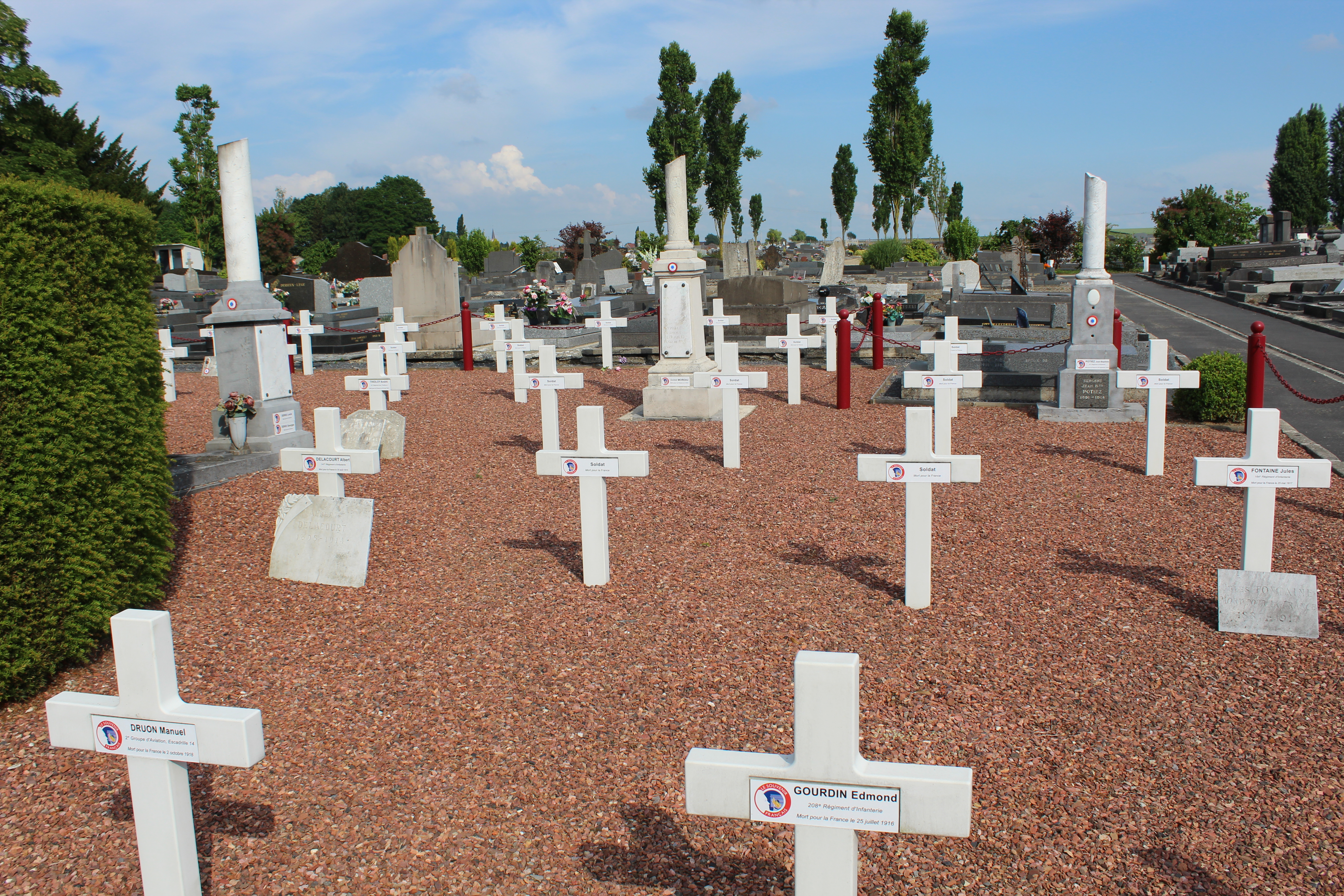
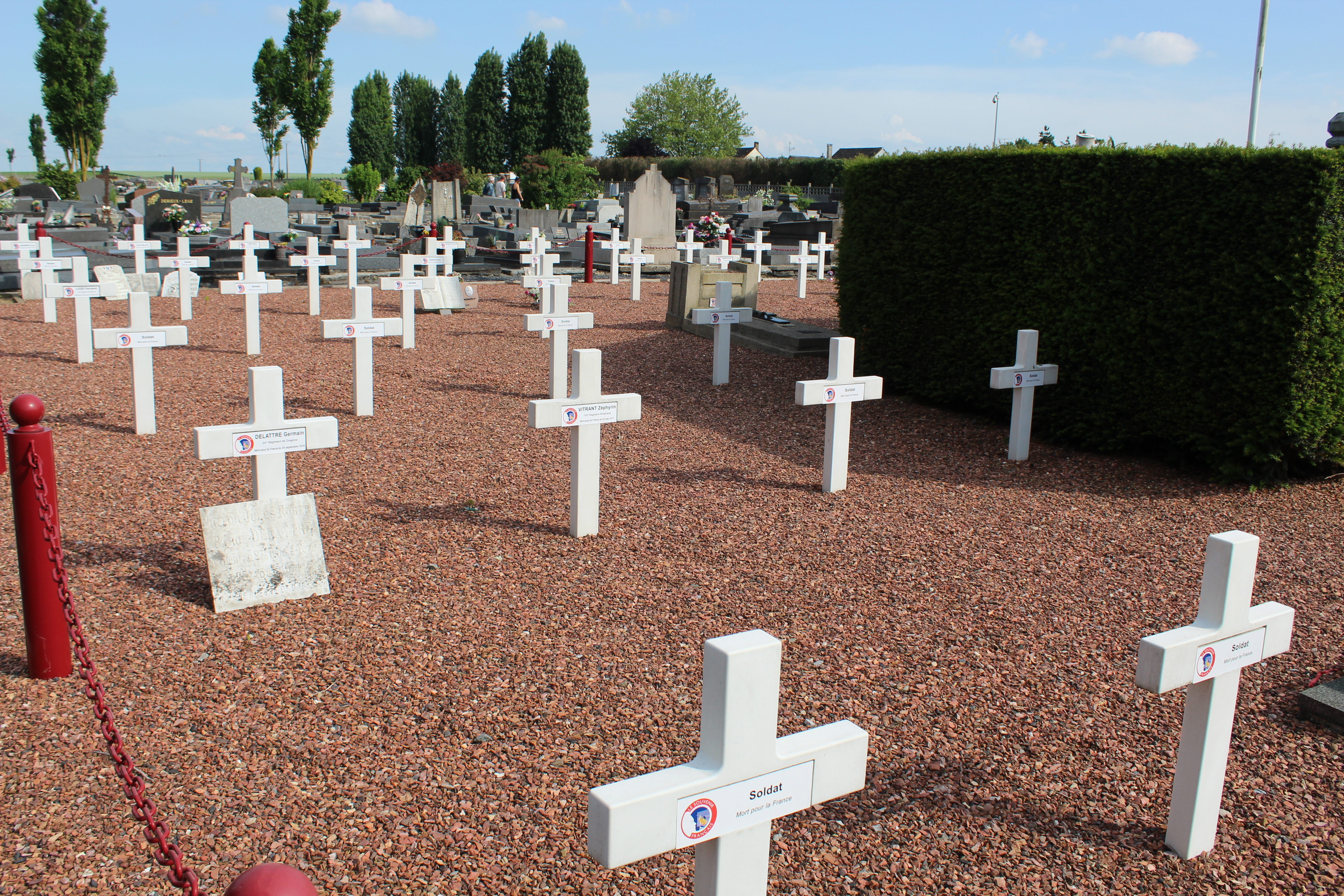

## Sépultures
| Pays   | Sépultures |
| ------ | ---------- |
| France | 55         |